# وی چیانگ
وی چیانگ (انگلیسی: Wei Qiang؛ زادهٔ ۲۵ آوریل ۱۹۷۲) بازیکن سافت‌بال اهل چین بود.